# Лорел-Парк (Вірджинія)
Лорел-Парк (англ. Laurel Park) — переписна місцевість (CDP) в США, в окрузі Генрі штату Вірджинія. Населення — 657 осіб (2020).

## Географія
Лорел-Парк розташований за координатами 36°41′19″ пн. ш. 79°47′12″ зх. д. / 36.68861° пн. ш. 79.78667° зх. д. (36.688500, -79.786615).  За даними Бюро перепису населення США в 2010 році переписна місцевість мала площу 3,39 км², з яких 3,37 км² — суходіл та 0,02 км² — водойми.

## Демографія
Згідно з переписом 2010 року, у переписній місцевості мешкало 675 осіб у 310 домогосподарствах у складі 198 родин. Густота населення становила 199 осіб/км².  Було 332 помешкання (98/км²).
Расовий склад населення:
| - 61,3 % — чорних або афроамериканців - 35,3 % — білих - 1,0 % — азіатів |

До двох чи більше рас належало 1,5 %. Частка іспаномовних становила 3,4 % від усіх жителів.
За віковим діапазоном населення розподілялося таким чином: 19,3 % — особи молодші 18 років, 61,4 % — особи у віці 18—64 років, 19,3 % — особи у віці 65 років та старші. Медіана віку мешканця становила 44,7 року. На 100 осіб жіночої статі у переписній місцевості припадало 88,0 чоловіків;  на 100 жінок у віці від 18 років та старших — 81,7 чоловіків також старших 18 років.
Середній дохід на одне домашнє господарство  становив 38 943 долари США (медіана — 31 875), а середній дохід на одну сім'ю — 43 817 доларів (медіана — 43 365). Медіана доходів становила 27 147 доларів для чоловіків та 24 906 доларів для жінок. За межею бідності перебувало 18,7 % осіб, у тому числі 39,7 % дітей у віці до 18 років та 0,0 % осіб у віці 65 років та старших.
Цивільне працевлаштоване населення становило 420 осіб. Основні галузі зайнятості: виробництво — 32,6 %, освіта, охорона здоров'я та соціальна допомога — 29,3 %, науковці, спеціалісти, менеджери — 8,3 %, роздрібна торгівля — 8,1 %.